# Alfred (New York)
Alfred is een plaats (town, maar ook een village met die naam) in de Amerikaanse staat New York, en valt bestuurlijk gezien onder Allegany County.

## Demografie
Bij de volkstelling in 2000 werd het aantal inwoners vastgesteld op 5140.

## Geografie
Alfred ligt op ongeveer 501 m boven zeeniveau.

## Plaatsen in de nabije omgeving
De onderstaande figuur toont nabijgelegen plaatsen in een straal van 16 km rond Alfred.